# Kosilica za travu
Kosilica za travu (poznata i kao kosačica, sekač trave ili kosilica) mašina je koja koristi jednu ili više obrtnih sečiva za sečenje travne površine do jednake visine. Visina pokošene trave može biti određena dizajnom kosačice, mada generalno postoji mogućnost da je operator podesi, tipično pomoću jedne glavne poluge, ili zavrtnjima na svakom od točkova mašine. Lopatice se mogu pokretati ručnom silom, pri čemu su točkovi mehanički povezani sa noževima za sečenje, tako da kada se kosačica gura napred, sečiva se okreću ili mašina može imati električni motor na baterije ili struju električne mreže. Najčešći samostalni izvor energije za kosilice je mali (obično jednocilindarski) motor sa unutrašnjim sagorevanjem. Manjim kosilicama često nedostaje bilo koji oblik pogona, i one zahtevaju ljudsku snagu za kretanje po površini; kosilice sa „stražnjim hodom” su samohodne, zahtevajući od čoveka samo hodanje i vođenje. Veće kosilice obično su ili „samohodne”, ili češće „vozne”, opremljene tako da rukovalac može da ih sedi i vozi. Robotska kosilica za travu („bot za košenje travnjaka”, „movbot”, itd.) dizajnirana je za rad bilo potpuno samostalno, bilo ređe od strane operatora daljinskim upravljačem.
U kosilicama se koriste dva glavna tipa noževa. Kosačice za travu koje koriste jednu oštricu koja se okreće oko jedne vertikalne ose poznate su kao rotacione kosilice, dok su one koje koriste reznu šipku i sklop više noževa koji rotiraju oko jedne horizontalne osi poznate kao cilindrične ili kolutne kosilice (mada u nekim verzijama rezna šipka je jedina oštrica, a rotirajući sklop sastoji se od ravnih metalnih komada koji prisiljavaju vlati trave na oštru reznu šipku).
Postoji nekoliko tipova kosačica, svaki od kojih je prilagođen određenom obimu i nameni. Najmanji tipovi, nepogonske gurajuće kosilice, pogodni su za male stambene travnjake i bašte. Električne ili klipne motorne kosačice koriste se za veće stambene travnjake (mada ima i preklapanja). Vozne kosilice, koje ponekad podsećaju na male traktore, veće su od kosačica na guranje i pogodne su za velike travnjake, iako komercijalne kosilice za travnjake (poput nulto-okretnih kosilica) mogu biti „samostojeći” tipovi i često u nekoj meri podsećaju na stambene traktore za travnjake, dizajnirane za košenje velikih površina velikom brzinom u najkraćem mogućem roku. Najveće kosilice sa više oštrica (više sečiva) postavljene su na traktore i dizajnirane su za velika prostranstva trave kao što su tereni za golf i opštinski parkovi, iako nisu pogodne za složeni teren.

## Istorija

### Izum
Kosačicu je izumeo Edvin Bird Bading 1830. godine u Brimskomu i Trapu, u neposrednoj blizini Strauda, u Glosterširu, u Engleskoj. Badingova kosačica dizajnirana je prvenstveno za košenje trave na sportskim terenima i velikim baštama, kao superiorna alternativa kosi, a britanski patent joj je dodeljen 31. avgusta 1830.
Badingova prva mašina imala je širinu od 19 in (480 mm) sa ramom od kovanog gvožđa. Kosačica je gurana od pozadi. Zupčanici od livenog gvožđa prenosili su snagu sa zadnjeg valjka na cilindar za sečenje, omogućavajući zadnjem valjku da pokreće noževe na cilindru za sečenje; odnos je bio 16: 1. Još jedan valjak smešten između cilindra za sečenje i glavnog ili zemljišnog valjaka služio je za podizanje ili spuštanje kako bi se promenila visina reza. Pokošena trava je bacana napred u kutiju nalik poslužavniku. Ubrzo se shvaćeno da je potrebna dodatna ručka s prednje strane kako bi mašina mogla da se vuče. Sve u svemu, ove mašine su bile izuzetno slične modernim kosilicama.
Dve od najranije prodatih mašina za košenje otišle su u zoološki vrt Regentov Park u Londonu i na koledž u Okfordu. U sporazumu između Džona Ferabija i Edvina Badinga od 18. maja 1830. godine, Ferabi je platio troškove uvećanja malih sečiva, pribavio patentna pisma i stekao prava na proizvodnju, prodaju i licenciranje drugim proizvođačima u proizvodnji kosilica. Bez patenta, Bading i Ferabi su bili dovoljno pronicljivi da dozvole drugim kompanijama da naprave kopije njihove kosilice po licenci, i najuspešnija među njima je bila firma Ransoms iz Ipsviča, koja je počela da proizvodi kosačice već 1832. godine.
Njegova mašina je bila katalizator za pripremu modernih sportskih ovala, terena za igru, travnjaka itd. To je dovelo do kodifikacije modernih pravila za mnoge sportove, uključujući fudbal, kuglanje na travi, tenis na travi i druge.

## Literatura
- Halford, David G. (1999). Old Lawn Mowers. Shire Publications Ltd.
- Bormann, F. Herbert, et al. (1993) Redesigning the American Lawn.
- Huxley, A., ed. (1992). New RHS Dictionary of Gardening. Lawns: Ch. 3: pp. 26–33. Macmillan.  0-333-47494-5.
- Jenkins, V. S. (1994). The Lawn: A History of an American Obsession. Smithsonian Books.  1-56098-406-6.
- Steinberg, T. (2006). American Green, The Obsessive Quest for the Perfect Lawn. W.W. Norton & Co.  0-393-06084-5.
- Wasowski, Sally and Andy (2004). Requiem for a Lawnmower.
- Encyclopedia of Urban Studies (на језику: енглески). SAGE. 2010. стр. 441—45. ISBN 9781412914321.
- „Etymology for "lawn"”. Etymonline. Приступљено 5. 6. 2015.
- Mitchell, Shelley (новембар 2020). „Plants in the Classroom: The Story of Oklahoma Turfgrass”. Oklahoma State University. Приступљено 28. 6. 2022.
- Hostetler, Mark E. (2012). The Green Leap: A Primer for Conserving Biodiversity in Subdivision Development (на језику: енглески). University of California Press. ISBN 9780520271104.
- Robbins, Paul; Sharp, Julie (новембар 2003). „The Lawn-Chemical Economy and Its Discontents”. Antipode. 35 (5): 955—979. ISSN 0066-4812. S2CID 154002130. doi:10.1111/j.1467-8330.2003.00366.x.
- „Lancelot Brown”. Encyclopædia Britannica, Encyclopædia Britannica Online. Encyclopædia Britannica Inc. 2007. Приступљено 12. 3. 2012.
- Walpole, Horace (1905) [1780]. On Modern Gardening. Canton, Pa.: Kirgate Press.
- „Lancelot 'Capability' Brown (1716–1783)”. Kew History & Heritage. Kew Gardens. Архивирано из оригинала 8. 10. 2012. г. Приступљено 16. 3. 2012.
- „History of British Gardening Series - Georgian and Regency era”. BBC. Архивирано из оригинала 16. 2. 2010. г. Приступљено 9. 11. 2018.
- US 87268, Passmore Jr., Everett G., "Lawn Mower", published 1869-02-23; see pg 1, col 2. For a copy, see Google Patents copy Архивирано 1 фебруар 2012 на сајту .
- „People at the cutting edge: lawnmower designers”. Parks & Gardens UK (University of York/Association of Gardens Trusts). Архивирано из оригинала 26. 2. 2012. г. Приступљено 24. 5. 2009.
- The Old Lawnmower Club. „Mower History”. The Old Lawnmower Club. Приступљено 23. 4. 2011.
- „The History of the LawnMower”. Thelawnmower.info. Архивирано из оригинала 22. 7. 2011. г. Приступљено 23. 4. 2011.
- Clapson, Mark (2000). „The suburban aspiration in England since 1919”. Contemporary British History. 14: 151—174. S2CID 143590157. doi:10.1080/13619460008581576.
- „Henrietta Barnett and the Beginnings of the Suburb”. Архивирано из оригинала 6. 12. 2013. г.
- Hollow, Matthew. „Suburban Ideals on England's Interwar Council Estates”. Приступљено 17. 12. 2012.
- Whitney, Kristoffer (2010). „Living Lawns, Dying Waters: The Suburban Boom, Nitrogenous Fertilizers, and the Nonpoint Source Pollution Dilemma”. Technology and Culture. 51 (3): 662—663. PMID 20973447. S2CID 34329009. doi:10.1353/tech.2010.0033.
- Whitney, Kristoffer (2010). „Living Lawns, Dying Waters: The Suburban Boom, Nitrogenous Fertilizers, and the Nonpoint Source Pollution Dilemma”. Technology and Culture. 51 (3): 664—666. PMID 20973447. S2CID 34329009. doi:10.1353/tech.2010.0033.
- Whitney, Kristoffer (2010). „Living Lawns, Dying Waters: The Suburban Boom, Nitrogenous Fertilizers, and the Nonpoint Source Pollution Dilemma”. Technology and Culture. 51 (3): 666—672. PMID 20973447. S2CID 34329009. doi:10.1353/tech.2010.0033.
- Palliser, Janna (2010). „How green is your lawn?”. Science Scope. 33 (9): 8—12.
- Land, Leslie (12. 4. 2007). „Are Bugs the Pests, or Humans? Organic Lawns Take Hold”. The New York Times (на језику: енглески). ISSN 0362-4331. Приступљено 17. 9. 2021.
- Stefanello, Viola (јун 2022). „Anti-Lawn Movement is Using Memes to Grow Online”. dailydot.com. Приступљено 30. 8. 2022.
- Dowle, Jayne (7. 6. 2022). „Why the anti-lawn movement is taking off in the US”. Gardeningetc.com. Приступљено 30. 8. 2022.

## Spoljašnje veze
- „All You Need to Know About Lawn History”. www.thelawninstitute.org. Архивирано из оригинала 20. 03. 2019. г. Приступљено 20. 3. 2019.